# Municipio José Ángel Lamas
José Ángel Lamas es uno de los 18 municipios del estado Aragua, Venezuela. Se encuentra ubicado al centro-oeste de Aragua ocupando una superficie de aproximadamente 20,40 km² con una población de 36.176 habitantes (censo 2023) teniendo una densidad poblacional de 1620 hab/km². Su capital es Santa Cruz de Aragua. Forma parte del Área metropolitana de Maracay.

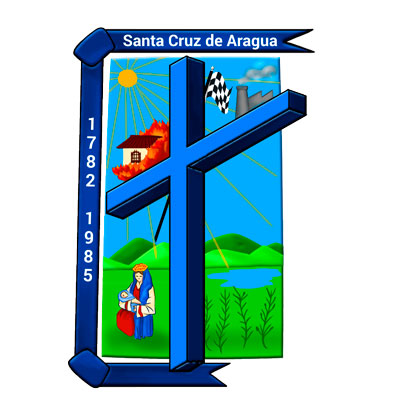
Escudo del Municipio José Ángel Lamas, Aragua. Diseño: [https://estadoaragua.org EstadoAragua.ORG.

## Historia

### Toponimia
El nombre de la jurisdicción es en honor al músico y compositor venezolano José Ángel Lamas.

## Parroquias
Cuenta con una única parroquia, la Parroquia Santa Cruz.

## Economía
Se basa principalmente en la industria de alimentos, bebidas y tabaco; el 2,73% de las industrias de Aragua se encuentran dentro del municipio José Ángel Lamas. Produce además cambur, caña de azúcar, caraota, cilantro, tomate, pimentón, remolacha, entre otros.

## Política y gobierno

### Alcaldes
| Período     | Alcalde               | Partido político / Alianza | % de votos | Notas |
| ----------- | --------------------- | -------------------------- | ---------- | --- |
| 1989 - 1992 | Edith Romero de Zirit | MAS                        | 34,16      | Primer alcalde bajo elecciones directas |
| 1992 - 1995 | Edith Romero de Zirit | MAS                        | 55,57      | Reelecta |
| 1995 - 2000 | Nancy López Aljorna   | COPEI                      | -          | Segunda alcalde bajo elecciones directas (se realizaron elecciones generales adelantadas en el 2000 debido a la aprobación de la Constitución de 1999) |
| 2000 - 2004 | Nancy López Aljorna   | COPEI                      | 20,74      | Reelecta |
| 2004 - 2008 | Nancy López Aljorna   | COPEI                      | 30,78      | Reelecta |
| 2008 - 2013 | Ybis Pérez            | PSUV                       | 60,97      | Tercera alcalde bajo elecciones directas (se postergan 1 año las elecciones municipales pautadas para finales del 2012)                                |
| 2013 - 2017 | Erick Ramírez         | PSUV                       | 51,48      | Cuarto alcalde bajo elecciones directas |
| 2017 - 2021 | Erick Ramírez         | PSUV                       | 55,92      | Reelecto |
| 2021 - 2025 | Pedro Campos          | MUD                        | 44,02      | Quinto alcalde bajo elecciones directas |

### Concejo municipal
Período 1989 - 1992
| Concejales:             | Partido político / Alianza |
| ----------------------- | -------------------------- |
| Guillermo Hernández     | MAS                        |
| Pablo Jaramillo         | MAS                        |
| Carmen Rosa de Albornoz | COPEI                      |
| José Román González     | COPEI                      |
| Maritza Velázquez       | AD                         |
| Jose Elias Alvarado     | AD                         |
| Alicia Carrillo         | DCI                        |

Período 1992 - 1995
| Concejales:       | Partido político / Alianza |
| ----------------- | -------------------------- |
| Luis Felipe Lugo  | MAS                        |
| Oscar Suárez      | MAS                        |
| Orlando Arcia     | MAS                        |
| Emilio Rodríguez  | MAS                        |
| Douglas Hernández | COPEI                      |
| Julian Valdivieso | COPEI                      |
| Vicente Olivo     | AD                         |

Período 1995 - 2000
| Concejales:        | Partido político / Alianza |
| ------------------ | -------------------------- |
| Luis Felipe Lugo   | MAS                        |
| Oscar Suárez       | MAS                        |
| Elizabeth Alvarado | MAS                        |
| José Herrera       | AD                         |
| Pedro Miranda      | AD                         |
| Raul Guarda        | COPEI                      |
| Victor Prieto      | MIAU                       |

Período 2000 - 2005
| Concejales:    | Partido político / Alianza |
| -------------- | -------------------------- |
| Anibal Lozada  | COPEI                      |
| Sergio Almeida | COPEI                      |
| Xiomara Nuñez  | COPEI                      |
| Raul García    | COPEI                      |
| Henry Facendo  | MVR                        |
| Julio Pérez    | MVR                        |
| Ana Roa        | AMIGO                      |

Período 2005 - 2013
| Concejales:        | Partido político / Alianza |
| ------------------ | -------------------------- |
| Anibal Lozada      | COPEI                      |
| Sergio Almeida     | COPEI                      |
| Virginia Martínez  | COPEI                      |
| Cristobal González | COPEI                      |
| Luis Hernández     | MVR                        |
| Ybis Pérez         | PODEMOS                    |
| Victor Pinto       | INDEPENDIENTE              |

Período 2013 - 2018
| Concejales        | Partido político / Alianza |
| ----------------- | -------------------------- |
| Danixsa León      | PSUV                       |
| Francisco Argote  | PSUV                       |
| Ana Torrealba     | PSUV                       |
| Quember Piña      | PSUV                       |
| Pedro Gil         | PSUV                       |
| Leira Suárez      | PSUV                       |
| Francisco Jiménez | MUD                        |

Período 2018 - 2021
| Concejales        | Partido político / Alianza |
| ----------------- | -------------------------- |
| Pedro Natera      | PSUV                       |
| Yodely Ramírez    | PSUV                       |
| Angel López       | PSUV                       |
| Yusmari Rodríguez | PSUV                       |
| Ricardo González  | PSUV                       |
| Rosa Solorzano    | PSUV                       |
| Victor Díaz       | PSUV                       |

Periodo 2021 - 2025
| Concejales:       | Partido político / Alianza |
| ----------------- | -------------------------- |
| Noemi Francisco   | MUD                        |
| Joel Núñez        | MUD                        |
| Francisco Jiménez | MUD                        |
| José Yamarte A    | MUD                        |
| Eduardo Salano    | MUD                        |
| Esther Perdomo    | PSUV                       |
| Rogers Pereira    | PSUV                       |